# 불균형 분해

불균형 분해

불균형 분해(不均衡分解, 영어: heterolysis 또는 heterolytic fission)는 화학에서 화합물이 분해될 때 화학 결합을 이루고 있는 전자가 한쪽 화합물로 다 넘어가는 걸 의미한다. 두 화학종이 전자를 하나씩 나눠갖는 건 균형 분해(homolysis)라고 한다.

## 같이 보기
- 균형 분해
- 결합 절단